# Hunsrück
Hunsrück (ty. der Hunsrück eller enligt lokal dialekt Hundsbuckel)
är en högplatå i västra Tyskland, väster om Rhen och söder om Mosel. Hunsrück är en del av de Rhenska skifferbergen i Rheinland-Pfalz (till en liten del i Saarland).

## Geografi
I Hunsrück ligger städer som Herrstein, Kirchberg och Mastershausen, borgen Baldenau, slottet Sponheim i Kastellaun och medeltidsslottet i Dhaun.
Hunsrück begränsas i stort sett av de fyra floderna Rhen i ost, Mosel i norr, Nahe i söder och Saar i väster. Ett tyskt rim som beskriver detta lyder: ”Mosel, Nahe, Saar und Rhein - schließen rings den Hunsrück ein”.
Vad gäller geografi och invånarnas mentalitet är likheterna stora med till exempel Eifel, Westerwald och Taunus - som även de räknas till de Rhenska skifferbergen.
En del av bergsryggarna i området, vissa över 800 m ö.h., har egna namn, till exempel Idarwald, Soonwald, der Binger Wald, Schwarzwälder Hochwald och Osburger Hochwald (se även Naturpark Saar-Hunsrück). Det högsta berget är Erbeskopf (818 m) vid Thalfang. Detta är samtidigt det högsta berget i hela Rheinland-Pfalz.
Klimatet är något kallare än i floddalarna runt omkring, men ändå för tyska förhållanden relativt varmt och milt. Inte för inte är detta Tysklands äldsta vinodlingsregion, Mosel-Saar-Ruwer.
Skiffer bröts i stor utsträckning i Hunsrück fram till för ca femtio år sedan.[när?] I dag sker brytningen endast på enstaka platser och i liten omfattning, till exempel i Bundenbach.
I väst-östlig riktning från Saarburg till Koblenz löper Hunsrückhöhenstraße. Från nordväst till sydost går en antik romersk väg, den så kallade Ausoniusstraße. Över höglandet förband den Trier med Bingen.
Frankfurt-Hahns flygplats ligger i centrala delen av Hunsrück.